# Historia de la Encyclopædia Britannica

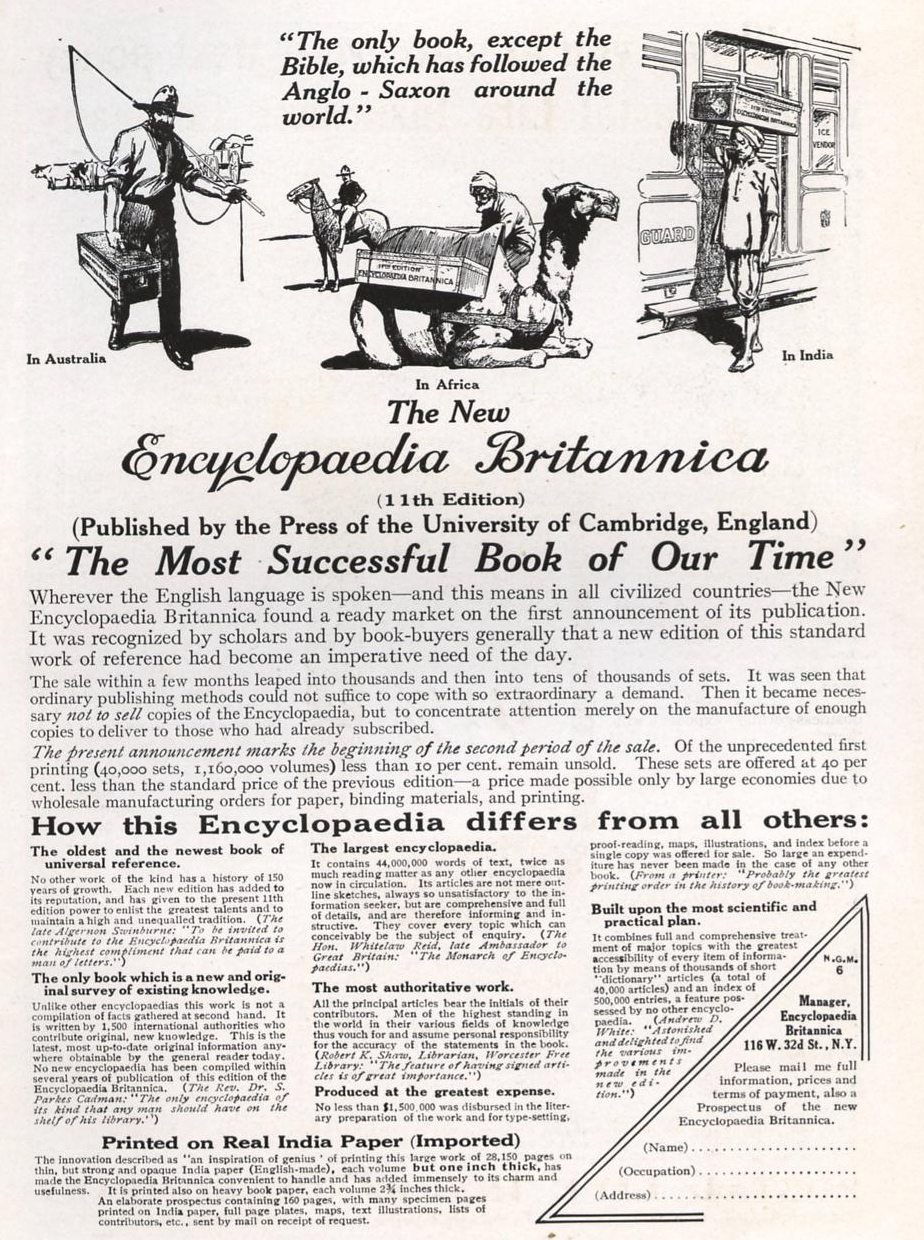
Anuncio de la Encyclopædia Britannica, 1913

La Enciclopedia británica se ha publicado ininterrumpidamente desde 1768, apareciendo en 15 ediciones oficiales. Varias ediciones se han modificado con varios volúmenes «suplementarios» (del 3.º al 6.º) o sufrido drásticas reorganizaciones (15.º). En los últimos años, las versiones digitales de la Enciclopedia británica se han desarrollado, tanto en línea como en discos ópticos. Desde la década de 1931, la Enciclopedia británica ha desarrollado varios spin-off de productos para aprovechar su reputación como una obra de referencia fiable y una herramienta educativa.
La Enciclopedia, tal como se conocía hasta 2012, resultaba económicamente inviable, por lo que se puso fin las ediciones impresas, manteniendo su continuidad digital.

## Contexto histórico
Se habían publicado enciclopedias de varios tipos desde la antigüedad, comenzando con las obras completas de Aristóteles y la Historia Natural de Plinio el Viejo, esta última con 2493 artículos en 37 libros. Se publicaron enciclopedias en Europa y China a lo largo de la Edad Media, como el Satyricon de Martianus Minneus Felix Capella (principios del siglo V), el Speculum majus (Gran Espejo) de Vincent de Beauvais (1250) y la Enciclopedia septem tomis distincta de Johann Heinrich Alsted (1630). La mayoría de las primeras enciclopedias no incluían biografías de personas vivas y estaban escritas en latín, aunque algunas enciclopedias se tradujeron al inglés, como De ownertatibus rerum (Sobre las propiedades de las cosas) (1240) de Bartholomeus Anglicus. Las enciclopedias compuestas en inglés aparecieron en el siglo XVIII, comenzando con Lexicon technicum, o A Universal English Dictionary of Arts and Sciences de John Harris (dos volúmenes, publicados en 1704 y 1710, respectivamente), que contenían artículos de colaboradores como Isaac Newton. Ephraim Chambers escribió una muy popular Encyclopédie en dos volúmenes en 1728, que pasó por múltiples ediciones y despertó en los editores el interés por el enorme potencial de ganancias de las enciclopedias. Aunque no todas las enciclopedias tuvieron éxito comercial, sus elementos inspiraron a veces futuras enciclopedias; por ejemplo, el fallido A Universal History of Arts and Sciences (1745) de Dennis de Coetlogon agrupó sus temas en largos tratados independientes, una organización que probablemente inspiró el "nuevo plan" de la Britannica. La primera enciclopedia que incluyó biografías de personas vivas fue el Grosses Universal-Lexicon de 64 volúmenes (publicado entre 1732 y 1759) de Johann Heinrich Zedler, quien argumentó que la muerte por sí sola no debería hacer que las personas sean notables.

## Primeras ediciones (primera a sexta, 1768-1824)

### Primera edición
La Enciclopedia británica fue la idea de Colin Macfarquhar, un librero e impresor, y Andrew Bell, un grabador de Edimburgo. Se concibe la Enciclopedia británica como una reacción conservadora a la Enciclopedia del francés Denis Diderot (publicada entre 1751 y 1766), que fue ampliamente vista como una herejía.
Irónicamente, la Enciclopedia había comenzado como una traducción al francés de la popular enciclopedia inglesa Cyclopaedia, publicada por Ephraim Chambers en 1728. A pesar de las últimas ediciones de la Cyclopaedia de Chambers seguía siendo popular, y a pesar del fracaso comercial de otras enciclopedias en inglés, Macfarquhar y Bell fueron inspirados por el fermento intelectual de la Ilustración escocesa y el pensamiento había llegado el momento para una nueva enciclopedia, «compilado en un nuevo plan».
A necesidad de un editor, los dos eligieron un académico de 28 años de edad llamado William Smellie, que se ofreció por 200 libras esterlinas para producir la enciclopedia en 100 partes (llamadas "números" y equivalente a los folletos de espesor), que se consolidaron más tarde en tres volúmenes. El primer número apareció el 6 de diciembre de 1768 en Edimburgo, al precio de seis peniques u ocho peniques en el papel más fino. La Britannica fue publicada bajo el seudónimo de "Una sociedad de los hombres en Escocia", posiblemente refiriéndose a los muchos caballeros que habían comprado suscripciones. Por la liberación de los números en cuotas semanales, la Britannica fue terminado en 1771, con 2.391 páginas. Los números fueron atados con tres volúmenes del mismo tamaño que cubren Aa-BZO, Lythrum Caaba, y Macao Zyglophyllum;. Un estimado de 3.000 juegos se vendieron finalmente a un precio de 12 libras esterlinas cada uno,
La 1° edición también contó con 160 ilustraciones en cobre hermosa grabado por Bell. Algunas ilustraciones fueron impactantes para algunos lectores, como por ejemplo las tres páginas que muestra la pelvis femenina y los fetos en el artículo partería. El Rey Jorge III ordenó que estas páginas es un timo de todas las copias.